# Телевидение в Кыргызстане

КТРК — крупнейшая телерадиовещательная компания Кыргызстана

Телевидение в Кыргызстане появилось в 1958 году и было связано со строительством телевизионной башни в Бишкеке. По состоянию на 2020 год телевидение являлось главным средством получения информации жителей Кыргызстана. Крупнейшей телерадиовещательной компанией Кыргызстана остаётся финансируемая государством КТРК. На её содержание ежегодно выделяется 350—400 млн сомов.

## История

### Советский период
Собственное телевещание началось Киргизской ССР в декабре 1958 года, после завершения строительства телестудии и телевышки на улице Дзержинского в городе Фрунзе (современный Бишкек). Возведение 196-метровой башни началось в 1956 году, а после сдачи она стала одним из самых высоких сооружений города. На начальном этапе эфир киргизского телевидения состоял из четырёх часов в неделю. Появлению и развитию телевидения в Киргизской ССР способствовали телережиссёры Дж. Молдобаев, Д. Варивада, Т. Уралиев, редакторы Ш. Сматов, Д. Абрамова, А. Черемушкина, М. Ронкин, телеоператоры Г. Ким, А. Ким, дикторы С. Жунушалиева, Т. Бакиева (Джаманбаева), Л. Тюльменко, Р. Рыскельдинова, Г. Субботин.
Первый председатель комитета по радиовещанию и телевидению Рабия Менсейитова в одном из внутренних документов от 1960 года указывала на недостаток квалифицированных кадров для телевещания и отсутствие обратной связи со зрительской аудиторией. Важной составляющей эфиров начала 1960-х годов была тема сельского хозяйства. Развитию тематики способствовало создание отдельной редакции во главе с К. Чукулдуковым.
Для распространения телесигнала на вершинах Тянь-Шаньских и Алайских гор были размещены ретрансляторы различной мощности. В управлении радиорелейных магистралей Министерства связи Киргизской ССР под руководством Константина Ананьева были разработаны ретрансляторы малой мощности. К 1980 году в Киргизии действовало 86 маломощных ретранслятора, большая часть из которых была изготовлена вручную. Это позволило обеспечить 95 % жителей республики доступом к телевидению.
В 1970-е годы киргизские передачи в ежедневном эфире занимали почти 6 часов и велись на киргизском и русском языках. С 1964 по 1985 год председателем Комитета по телевидению и радио при Совете министров Киргизской ССР являлся Асанбек Токомбаев.

### В независимом Кыргызстане
Согласно указу Президента Кыргызстана Аскара Акаева от 21 февраля 1991 года был упразднен Гостелерадиокомитет и образована Государственная телерадиовещательная компания Кыргызской Республики. В марте 1998 года на её базе была создана Государственная телерадиовещательная корпорация. Очередная реформа произошла в 2007 году, когда корпорация была преобразована в Национальную телерадиовещательная корпорацию (НТРК). После революции 2010 года ГТРК было преобразовано Общественное телерадиовещание, которая управлялось Общественным наблюдательным советом. В 2022 году ОТРК был преобразован в НТРК, а общественный наблюдательный совет — ликвидирован.
Первой частной телерадиокомпанией независимой Кыргызстана стала «Пирамида». Впоследствии на рынке появились столичные «Коорт», «Восст», «Асман-TV», НБТ (Независимое Бишкекское телевидение), а в городе Ош — «Мезон-ТВ» и «Керемет» и «Ош-ТВ». После событий Тюльпановой революции появились «Пятый канал», «Эхо Манас» и «ЭлТР».

## Цифровое телевидение
С 1994 года Кыргызстан является членом Международного союза электросвязи. На второй Региональной конференции радиосвязи в Женеве в 2006 году Кыргызстан присоединился к плану окончательного перехода на цифровое эфирное телевещание (План «Женева-2006»). За Кыргызстаном был закреплен частотный ресурс, позволяющий создать 15 мультиплексов, транслируемых на всю страну.
Кыргызстан стал первой страной в Центральной Азии использующем цифровое эфирное телевидение. Внедрение началось с пилотного проекта в самой проблемной и удалённой от центра Баткенской области в ноябре 2008 года.

## Измерение аудитории телеканалов
По данным исследования консалтинговой компании «М-Вектор» в 2017 году самыми популярными телеканалами Кыргызстана являлись КТРК, «Музыка», «Баластан», российский «Первый канал» и НТС.
По состоянию на 2019 год кабельным телевидением пользовались 10 тысяч абонентов, спутниковым — 3,6 тысяч, IPTV — 30 тысяч, а цифровым вещанием по технологии MMDSMWS (MVDS) пользовалось 19 тысяч человек.

## Цензура и регуляция
После вторжения России на Украину депутат Нурланбек Шакиев предложил заблокировать в Кыргызстане эфир российского «Первого канала» и телеканала «Россия». В мае 2022 года телепровайдер «Акнет» по причине введённых санкций к российским телеканалам заблокировал трансляцию каналов «Культура», «Россия 24» и «Звезда».
Согласно закону «О телевидении и радиовещании» не менее 50 % вещания должно быть на киргизском языке.

## Список каналов
По состоянию на 2018 года в Министерстве юстиции Кыргызстана было зарегистрировано 258 телерадиокомпаний, телеканалов, телестудий и телевизионных агентств.
В этом списке представлены некоторые телеканалы, вещающие в Кыргызстана:

### Государственные
| Название                              | Владелец                                 | Год установления |
| ------------------------------------- | ---------------------------------------- | ---------------- |
| КТРК                                  | Киргизское телевидение (Государственное) | 1958             |
| КТРК Музыка                           | Киргизское телевидение (Государственное) | 2012             |
| КТРК Баластан                         | Киргизское телевидение (Государственное) | 2013             |
| Маданият Тарых Тил (Культурный канал) | Киргизское телевидение (Государственное) | 2016             |
| КТРК Спорт                            | Киргизское телевидение (Государственное) | 2016             |

### Частные
| Название                        | Владелец                               | Год установления |
| ------------------------------- | -------------------------------------- | ---------------- |
| Телеканал «Манас»               | Кыргызско-Турецкий университет «Манас» | 2007             |
| Пятый канал                     | ?                                      | 2006-2023        |
| 7 ТВ HD                         | ?                                      | ?                |
| Aprel TV HD (Апрель ТВ HD)      | ?                                      | 2018-2019        |
| Канал 7                         | ?                                      | ?                |
| KOORT                           | ?                                      | 1996-2006        |
| Kyrgyzstan tv (Кыргызстан ТВ)   | ?                                      | ?                |
| Life tv HD                      | ?                                      | ?                |
| НБТ                             | ?                                      | 1996             |
| New tv HD                       | ?                                      | ?                |
| Next tv                         | ?                                      | ?                |
| НТС                             |                                        | ?                |
| НТС СПОРТ HD                    |                                        | ?                |
| Nur tv HD                       | ?                                      | ?                |
| ON1                             | ?                                      | ?                |
| Ren TV Kyrgyzstan               | ?                                      | ?                |
| RTL Kyrgyz                      | RTL                                    | 2016             |
| Sentyabr TV HD (Сентябрь ТВ HD) | ?                                      | 2016-2017        |
| Ала-Тоо 24                      | ?                                      | 2016             |
| Telcanal YA                     | ?                                      | ?                |
| TV24 (ТВ24)                     | ?                                      | 2018             |
| K Channel (К канал)             | ?                                      | 2018             |

#### Региональные
| Название                                   | Владелец  | Год установления |
| ------------------------------------------ | --------- | ---------------- |
| Пирамида                                   | ?         | 1991-2023        |
| Osh TV (Ош ТВ)                             | ?         | 1991             |
| Osh Pirm TV (Ош Пирим ТВ)                  | ?         | 2012-2017        |
| Osh-3000 (Ош-3000)                         | ?         | 1999-2005        |
| EYTV (Экологическое молодёжно телевидение) | ?         | ?                |
| Bishkek TV (Бишкек ТВ)                     | ?         | ?                |
| TV1.KG Bishkek city (TV1.KG Город Бишкек)  | ?         | ?                |
| TV 2.KG Кинофильмы                         | ?         | ?                |
| TV3.KG Junior (TV3.KG Юниор)               | ?         | ?                |
| Mezon TV (Мезон ТВ)                        | ?         | 2005-2010        |
| STV (СТВ)                                  | Sary-Özön | ?                |